# Абдюшев, Нияз Мансурович
Нияз Мансурович Абдюшев (29 ноября 1954, Уфа) — советский и российский бас-гитарист и автор песен. Наиболее известен как бывший участник группы DDT.

## Биография
В 1969—1972 годы играл в школьной группе «Мякиш», в 1972—1978 годы — в группе «Красные Кресты».
В 1978—1980 годы руководил группами «Вольный Ветер» и «Перекрёсток», в последней также был Юрий Шевчук.
Окончил Уфимское училище искусств, музыкант эстрадного оркестра, 1978—1983 годы.
Был участником уфимского состава «ДДТ», в 1985 году участвовал в записи альбома «Время».
После ухода из «ДДТ», в 1986 году вошёл в состав группы «Руда», заменив погибшего бас-гитариста Игоря Литвина. Рустэм Асанбаев пригласил Нияза Абдюшева, который стал писать тексты для коллектива. Они выступили на Свердловском рок-фестивале 1988 года, где познакомились с местными музыкантами. Концерты давались в Башкирии или вместе с группой «Небо и земля» ещё одного участника группы «ДДТ» Владимира Сигачёва. «Руда» приступила к записи альбома «Блюз зимой» в 1992 году и, после этого, прекратила своё существование.
Сотрудничество с Асанбаевым продолжалось, в 1997 году на студии «ДДТ» был записан совместный альбом Пассажир. На самом деле было решено объединить два произведения в одно. В создании участвовали Юрий Шевчук, Настя Полева, Игорь Доценко, Михаил Чернов, Игорь Тихомиров, Вадим Курылёв, Игорь Сорокин, Роман Прокофьев, Дмитрий Галицкий.
В 1997—2005 годы Абдюшев играл в группе «Boogie band» с Рустэмом Асанбаевым.
В 2000 году принял участие в съёмках документального фильма «Время ДДТ». Выступил в юбилейной программе «20:00» как музыкант предыдущего состава группы.
Написал тексты и музыку для вышедшего в 2004 году альбома группы «Настя» — «Сквозь Пальцы». Про песни Нияза Настя Полева сказала: «Мне они очень понравились, скажу больше, я сильно удивилась, когда их услышала в исполнении Нияза. Он пел, как мог, под аккомпанемент гитары, не очень уверенно. Я тогда подумала: вот люди, сидят себе в глубинке, такие песни пишут, и никто об этом не знает. Интересные мелодии, тексты со словами, забытыми и вышедшими из обращения уже лет как …цать, в общем, всё „мимо“ времени и моды».
В 2005—2011 году играет в авторском проекте Dizzy Crowd, в 2010 году выходит альбом Орнитология. С 2011 по 2016 годы выступает с группой «Фейм». С 2016 по 2020 год в составе уфимской группы «Непопса». С 2020 года как художественный руководитель и музыкант участвует в официальном трибьюте группы ДДТ «Dust».

## Дискография
- 1985 — DDT — Время
- 1997 — Рустем Асанбаев — Нияз Абдюшев — Пассажир
- 1997 — Тебе (сольный альбом)
- 2000 — Настя — Гербарий (песня «Ключ»)[13]
- 2004 — Настя — Сквозь пальцы
- 2004 — DDT — XXV. Наполним небо добротой (сборник)
- 2006 — DDT — Family (сборник)
- 2010 — Dizzy Crowd — Орнитология
- 2017 — DDT — История Звука (сборник)